# Eiríks saga rauða
Eiríks saga rauða eller Erik den Rødes Saga er en nordisk saga om nordboernes kolonisering af Amerika
('au' udtales på islandsk (og oldnordisk) [øj]). Sagaen fortæller om begivenheder, der fører til Erik den Røde bliver forvist fra Island og må rejse til Grønland samt Leif den Lykkeliges opdagelse af Vinland. Geografiske detaljer i teksten peger på at det er nutidens Newfoundland, og det var sandsynligvis den første europæiske opdagelse af Nordamerikas hovedland, omkring fem århundreder før Christopher Columbus' rejse til Centralamerika.
Sagaen er bevaret i to forskellige manuskripter, der adskiller sig på flere områder; Hauksbók (1300-tallet) og Skálholtsbók (1400-tallet). Moderne filologer mener at versionen i Skálholtsbók er tættest på den oprindelige udgave. Den oprindelige saga antages at være nedskrevet i 1200-tallet, efter at have været genfortalt gennem generationer.

## Indhold
Sagaen er ganske kortfattet selv af sagalitteratur at være.
Den beskriver de begivenheder på Island, som gør, at Erik den Røde bliver forvist fra øen og drager til Grønland, som var kendt men u-udforsket. Teksten lægger ikke skjul på at Erik den Røde var hård og stridbar:
"Trællene til Erik løste et skred over gården til Valtjolv på Valtjovsstad. En af Valtjovs frænder, som hed Øyolv Saur, dræbte trællene ved Skeidsbrekkene ovenfor Vatnshorn; Erik dræbte derfor Øyolv Saur. Han dræbte også Holmgange-Ravn ved Leikskålar. Geirstein og Odd på Jorve, som var Øyolvs frænder, rejste sag mod Erik, og han blev dømt til at flytte fra Haukadal."
Herefter beskrives, hvordan Eriks søn Leif den Lykkelige sejler mod Norge i 999, Navnet 'Leif den Lykkelige' er en fordanskning, i teksten hedder han Leifur Eiriksson, andre steder Leifur Heppni = den heldige. Formen 'den lykkelige' er en Grundtvig-forvanskning af 'den heldige', så han fik lavet et bogstavrim. Bogstav 'f' udtales på islandsk 'v' mellem vokaler. I Norge gik Leifur i kong Olav Tryggvasons tjeneste. Et år senere blev han sendt tilbage til Grønland for at bringe kristendommen til dem, som havde bosat sig der sammen med Erik den Røde. 
Leif Eiriksson blev den første europæer, som satte foden på nordamerikansk jord. Dermed blev han også den første nordmand som fik plads blandt de store opdagelsesrejsende:
"Så sejlede Leif til havs, men han blev længe ude, og han fandt land, som han ikke vidste om før. Der groede hvedemarker selvsået, og der voksede vinstokke. Det var træ der af et slags som kaldes masur (valbirk), og af alt dette tog de nogle prøver med sig; nogle træer var så store, at de blev brugt til hustømmer."
I Eirik Raudes saga bliver der flere gange refereret til en hændelse, hvor vølven Torbjørg besøgte storbonden på Herjolfsnes på Grønland. Der er få beskrivelser af vølver og deres ritualer i den norrøne litteratur. Det fortælles blandt andet, at hun fik puder stoppet med hønsefjer at sidde på før hun gav sin spådom:
"Det var en kone, som hed Torbjørg der i bygden. Hun var spåkone og blev kaldt "Lislevølve". Hun havde ni søstre, og alle havde været spåkoner; men nu var kun hun i live. Om vinteren havde Torbjørg for vane at drage rundt på gæsting; hun blev mest budt hjem til folk, som gerne ville vide deres skæbne eller få viden om deres liv. Eftersom Torkjel var den største bonde deromkring, så syntes det at være hans skyldighed at finde ud af, hvornår det være blive slut på dette år som stod på."

### Områder der nævnes
I sagaen næves der følgende steder vest for Grønland: Helluland, Markland, Bjarney, Kjalarnes, Furdustrandir, Straumfjörð, Straumey, Vinland, Hóp, Einfœtingjaland, Hvítramannaland og "det irske ocean".

## Oversættelser
Sagaen er oversat adskillige gange af flere forskellige forfattere og på forskellige tidspunkter. 
Blandt de mest prominente oversættelser til engelsk er:
- Jones, Gwyn (oversat), 'Eirik the Red's Saga', i The Norse Atlantic Saga: Being the Norse Voyages of Discovery and Settlement to Iceland, Greenland, and North America, ny udgave (Oxford: Oxford University Press, 1986), pp. 207–35. Baseret på Skálholtsbók, og viser varianter fra Hauksbók.
- Kunz, Keneva (oversat), 'Erik the Red's Saga', i The Sagas of Icelanders: A Selection (London: Penguin, 2001), pp. 653–74. Tilsyneladende en oversættelse af teksten i Skálholtsbók
- Reeves, Arthur Middleton (redigeret over oversat), 'The Saga of Eric the Red, also Called the Saga of Thorfinn Karlsefni and Snorri Thorbransson', i The Finding of Wineland the Good: The History of the Icelandic Discovery of America (London: Henry Frowde, 1890), pp. 28–52, tilgængelig på https://archive.org/details/winelandthegood00reevrich. Baseret på teskten i Hauksbók (som Reeves referer til i sit noteapparat som ÞsK), selvom teksten trækker på oversættelser fra Skálholtsbók (som Reeves referer til som EsR). Varianter fra både Hauksbók pg Skálholtsbók bliver grundigt listet. Udgaver og faksimiler af begge manuskripter er også inkluderet (Hauksbók s. 104–21, Skálholtsbók s. 122–39).
- Sephton, J. (oversat), Eirik the Red's Saga: A Translation Read before the Literary and Philosophical Society of Liverpool, January 12, 1880 (Liverpool: Marples, 1880), tilgængelig på https://www.gutenberg.org/etext/17946 Arkiveret 24. september 2009 hos  Wayback Machine og her http://www.sagadb.org/eiriks_saga_rauda.en Arkiveret 4. maj 2016 hos  Wayback Machine (den tidligere version, skrevet af Project Gutenberg, er tættere på den skrevne version). Passager i firkantede parenteser er baseret på Hauksbók; andre passager er baseret på Skálholtsbók, men med visse uddrage fra Hauksbók.